# 함맘수스

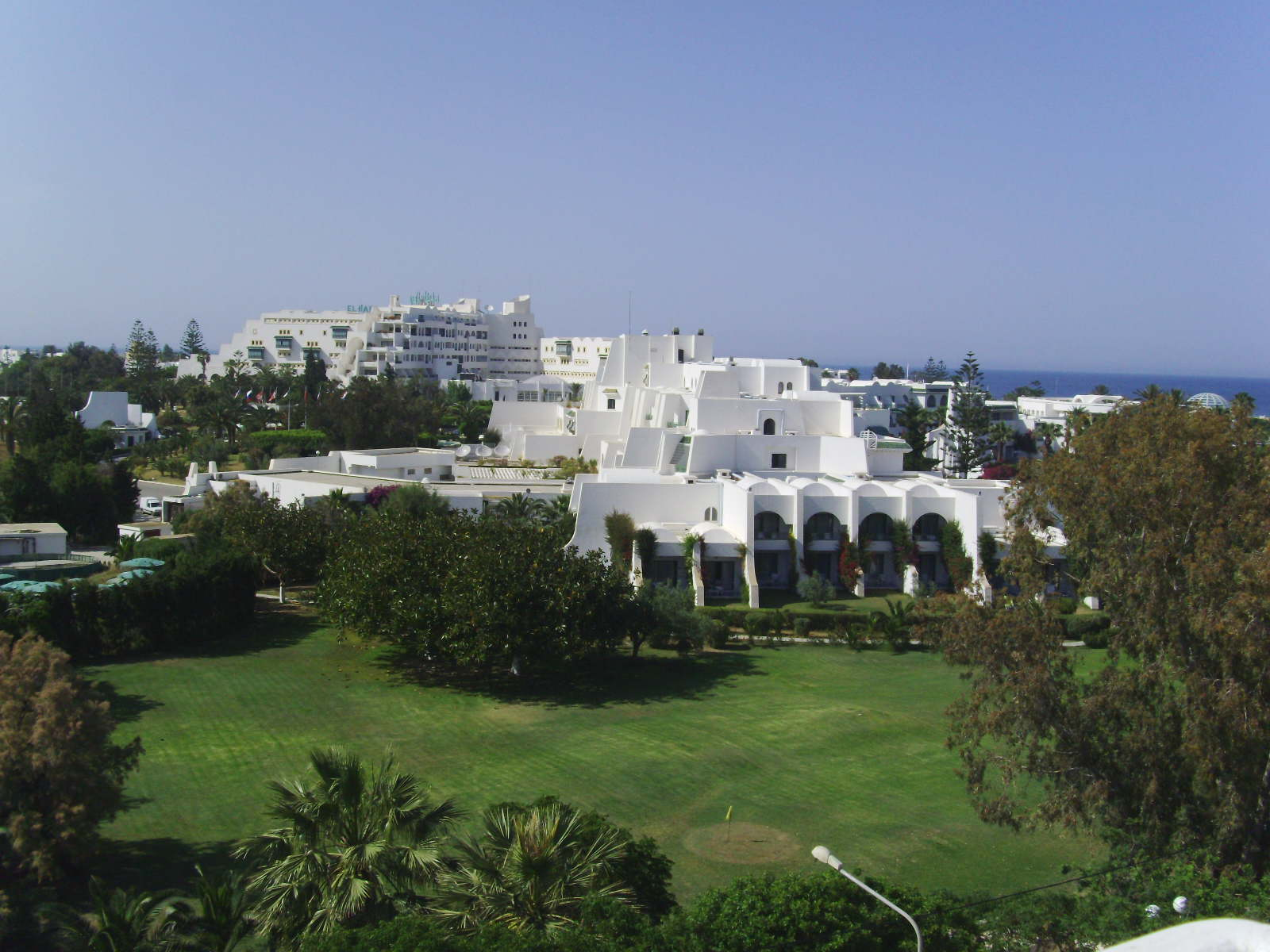
함맘수스

함맘수스(영어: Hammam sousse, 아랍어: حمّام سوس)는 튀니지 동북부 수스 주에 있는 도시이다. 2004년 현재 인구는 35,000명이다. 이곳은 튀니지의 전 대통령 벤 알리의 출생지이기도 하다.
수스 주에 포함된 함맘수스는 수스메디나와 가까워 자전거로 13분 거리이며  수스 주에는 매우 친절하고 매우 아름다운 사람들이 많기로 유명하다. 수스주는 튀니지에서 3번 째로 큰 주로 100만 명 이상의 사람들이 거주하고 있다. 함맘 수스는 또한 깨끗한 워터파크가 많은 호텔들로 매우 유명하고 여름에 사람들이 엄청 몰릴 정도로 세계적인 인기 관광지이다.
또한 함맘 수스는 놀이동산도 있어 범버카 펀치기계등 각종 재미있는 시설들과 아름다운 조각품들들 볼 수 있고 사람들의 평가도 높다.

## 자매 도시
- 미국 샤이엔